# Foguete reforçador

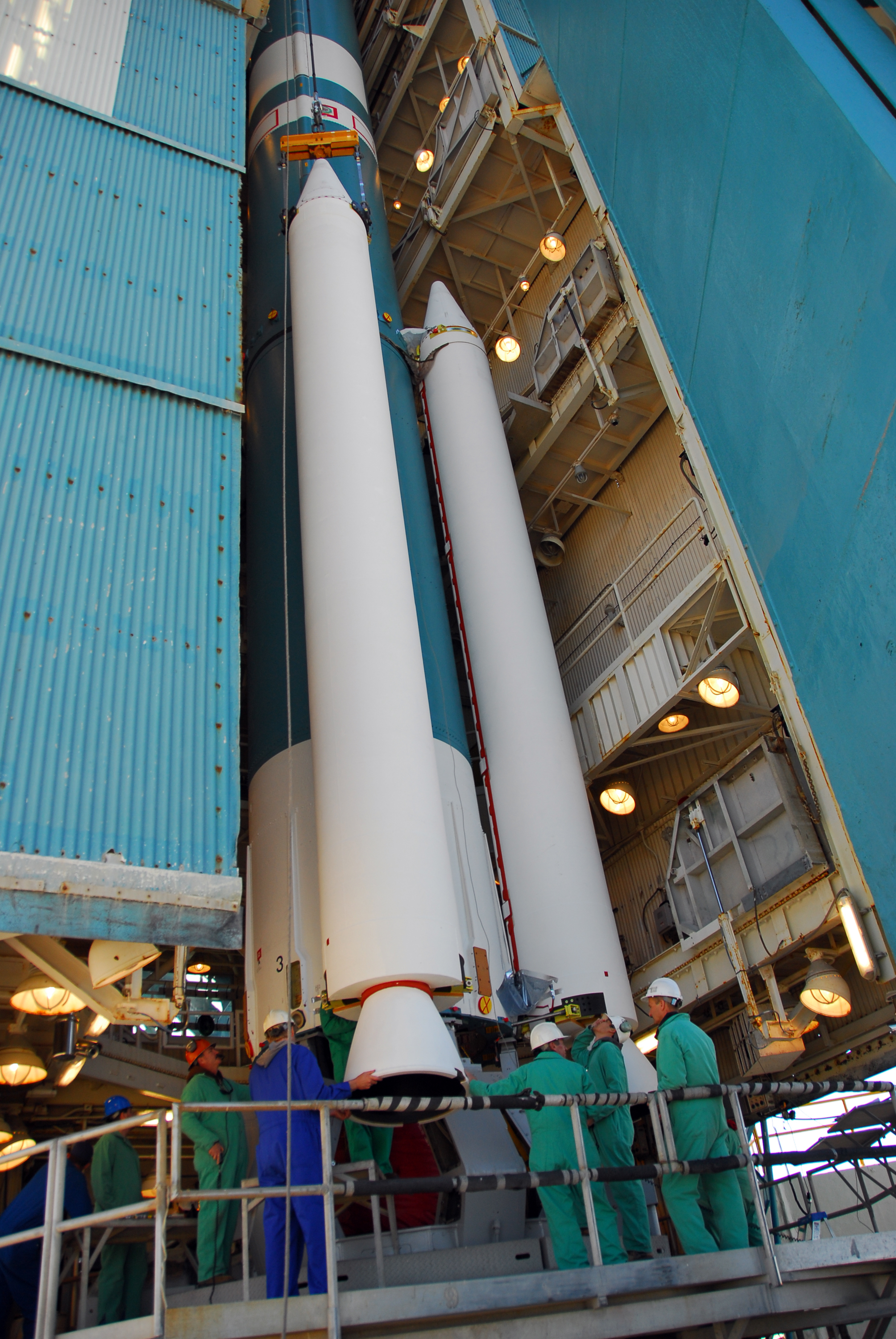
Um foguete auxiliar ou reforçador, sendo integrado a um lançador Delta II.

Os termos: foguete auxiliar (português brasileiro) ou foguete reforçador (português europeu), ambos derivados do termo em inglês:  booster, são aplicados no contexto de engenharia aeroespacial, mais especificamente, na área de foguetes.

## Definição e Utilização
Um foguete reforçador, é um foguete auxiliar, que é geralmente utilizado nos primeiros momentos logo após o lançamento, para aumentar o empuxo inicial original de um outro foguete. Depois de cumprida a sua missão de aceleração inicial, esses foguetes auxiliares são descartados (os mais sofisticados, podem ser recuperados usando paraquedas para reutilização futura).

A recuperação de um foguetes auxiliar do ônibus espacial.

Foguetes reforçadores, também podem ser usados no setor aeronáutico, tanto para acelerar o processo de decolagem, como para permitir aos aviões atingir velocidades extremas por períodos determinados durante o voo. Exemplos desse tipo de uso, são: Me 163, Bell X-1 e a SpaceShipOne.

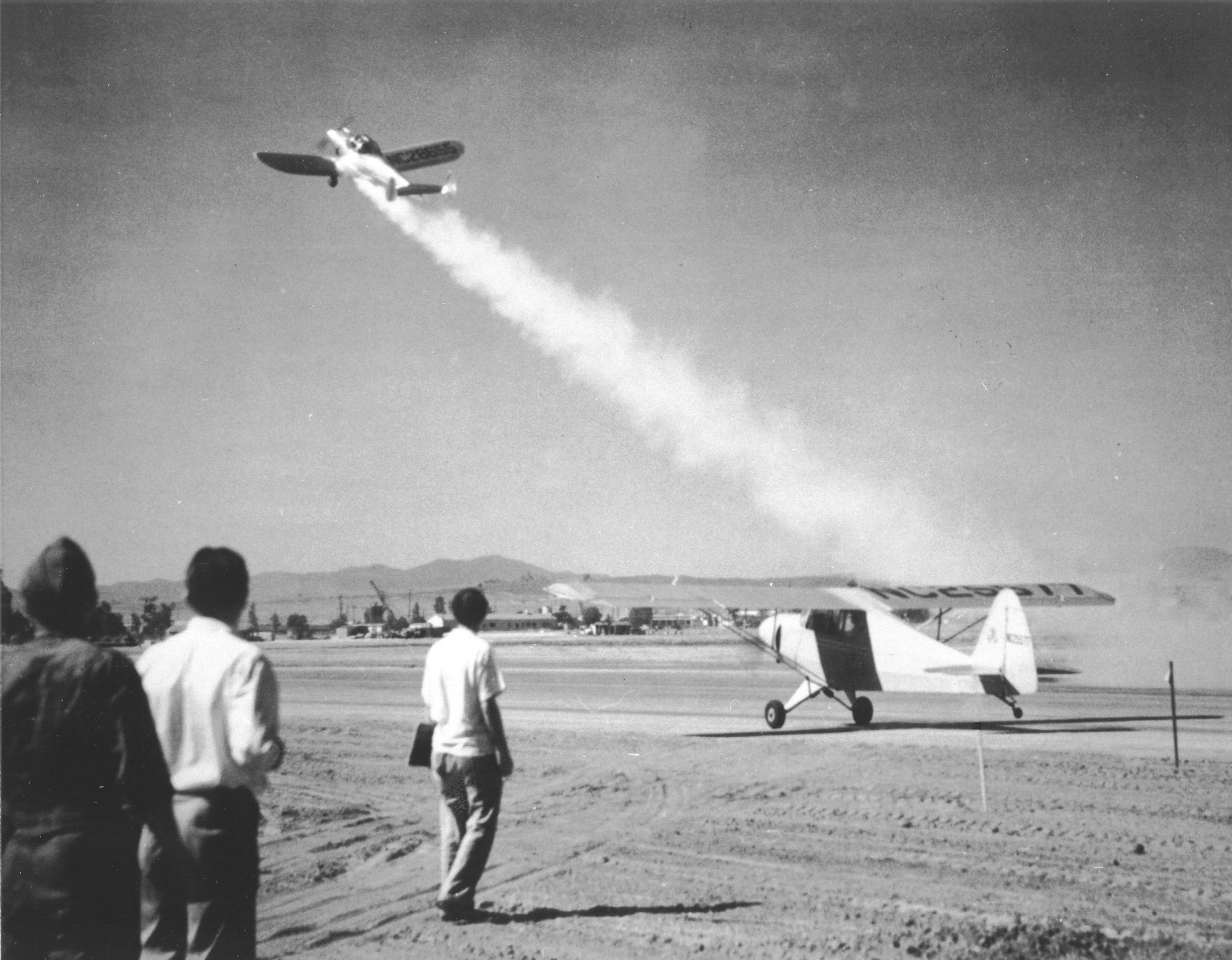
Primeira decolagem do projeto JATO, que apesar do nome usava foguetes auxiliares.

## Origens
O termo "booster", traduzido literalmente para "reforçador", começou a ser usado, quando motores de foguete originalmente projetados para outras finalidades, passaram a ser usados para impulsionar outros foguetes (em geral menores), a altitudes cada vez maiores.
O exemplo mais "didático" de foguete reforçador, é o Nike, na realidade o motor militar M5 movido a combustível sólido, que acabou sendo usado como estágio inicial (booster) de uma série de foguetes de sondagem, tais como: Nike Apache, Nike Cajun e Nike Orion por exemplo.

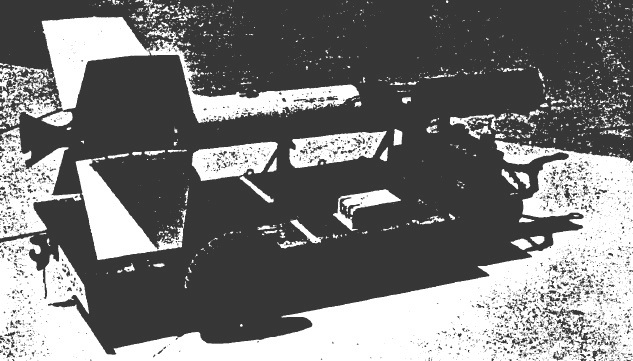
O motor de foguete militar M5.

## Aplicações

### Isolado
Um foguete auxiliar ou reforçador, pode constituir um primeiro estágio inteiro de um veículo lançador, como o Nike, já citado anteriormente, ou no moderno Ares I.

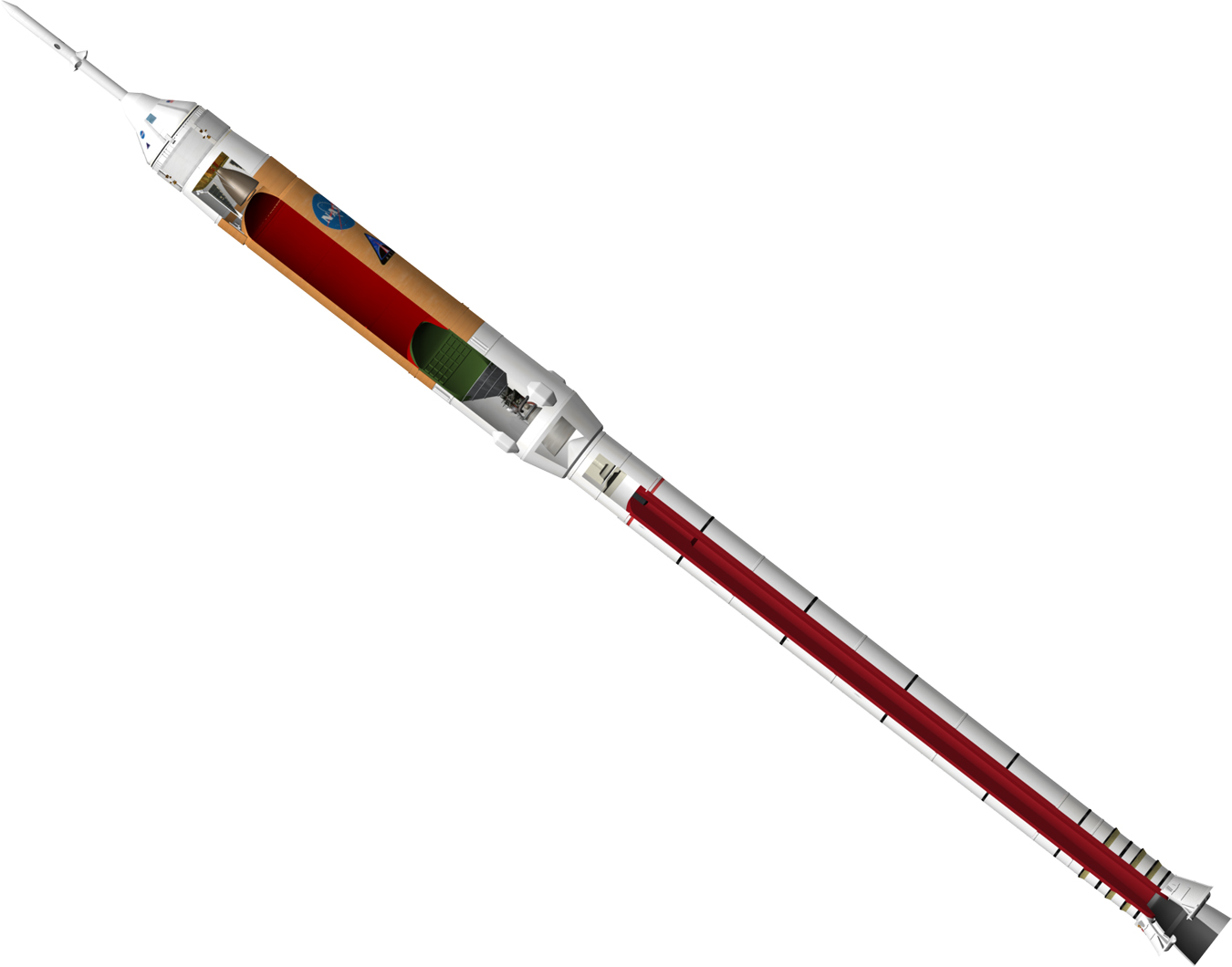
Foguete auxiliar como primeiro estágio do foguete Ares I.

### Em grupo
Foguetes auxiliares ou reforçadores, podem também ser usados em grupo, numa configuração conhecida como "em penca", onde eles são dispostos ao redor (em inglês:  strap-on) de um motor foguete principal, aumentando a sua capacidade de elevação de carga.

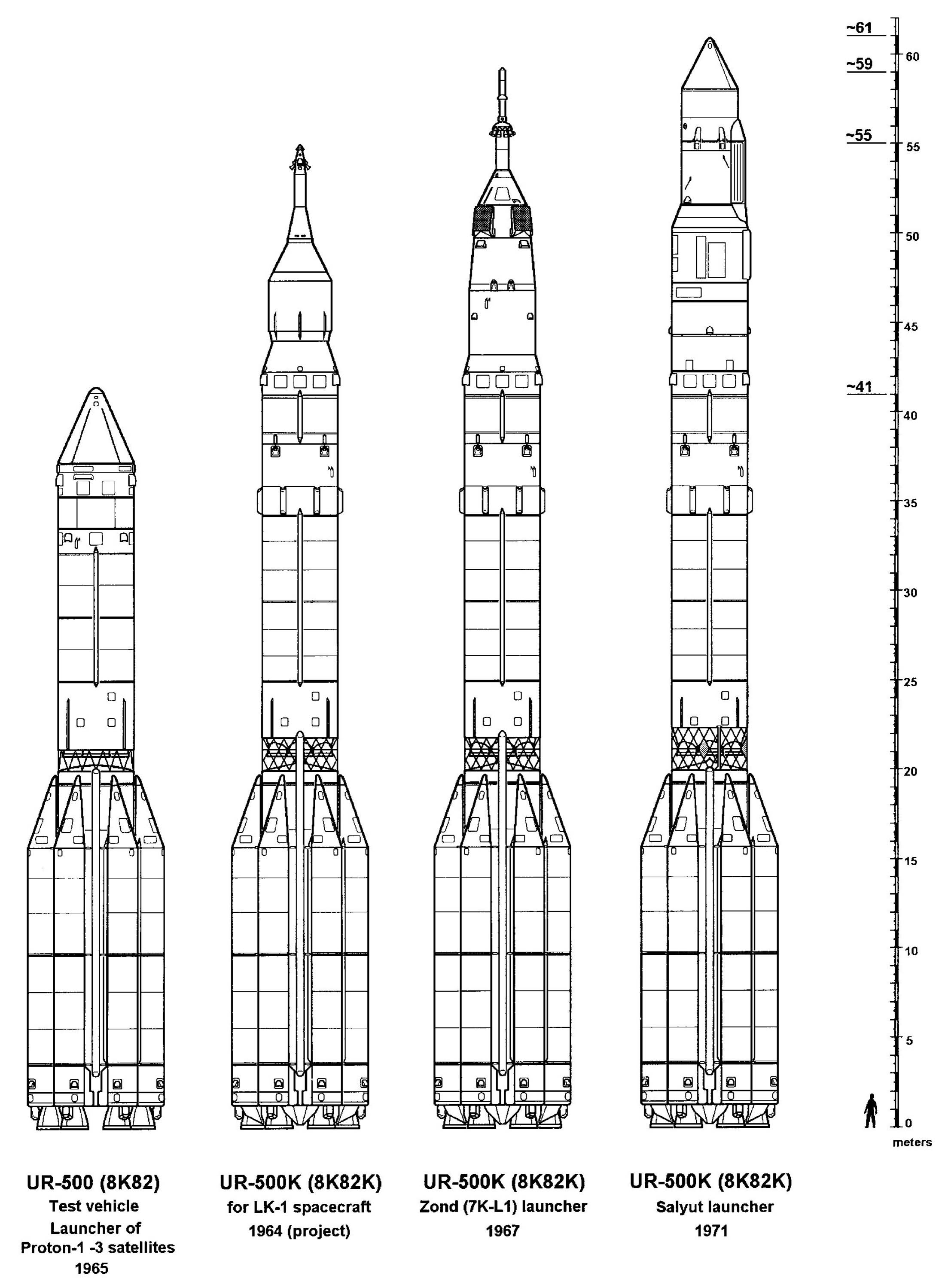
Foguetes auxiliares montados "em penca" nos lançadores Proton.

## Tecnologia
Em relação ao combustível utilizado, existem dois grupos de foguetes reforçadores:
- SRB - do termo em inglês:  Solid Rocket Booster, movidos a combustível sólido, onde o exemplo mais conhecido é o do "Ônibus espacial", que durante o lançamento tem o auxílio de dois enormes foguetes reforçadores movidos a combustível sólido.[3]

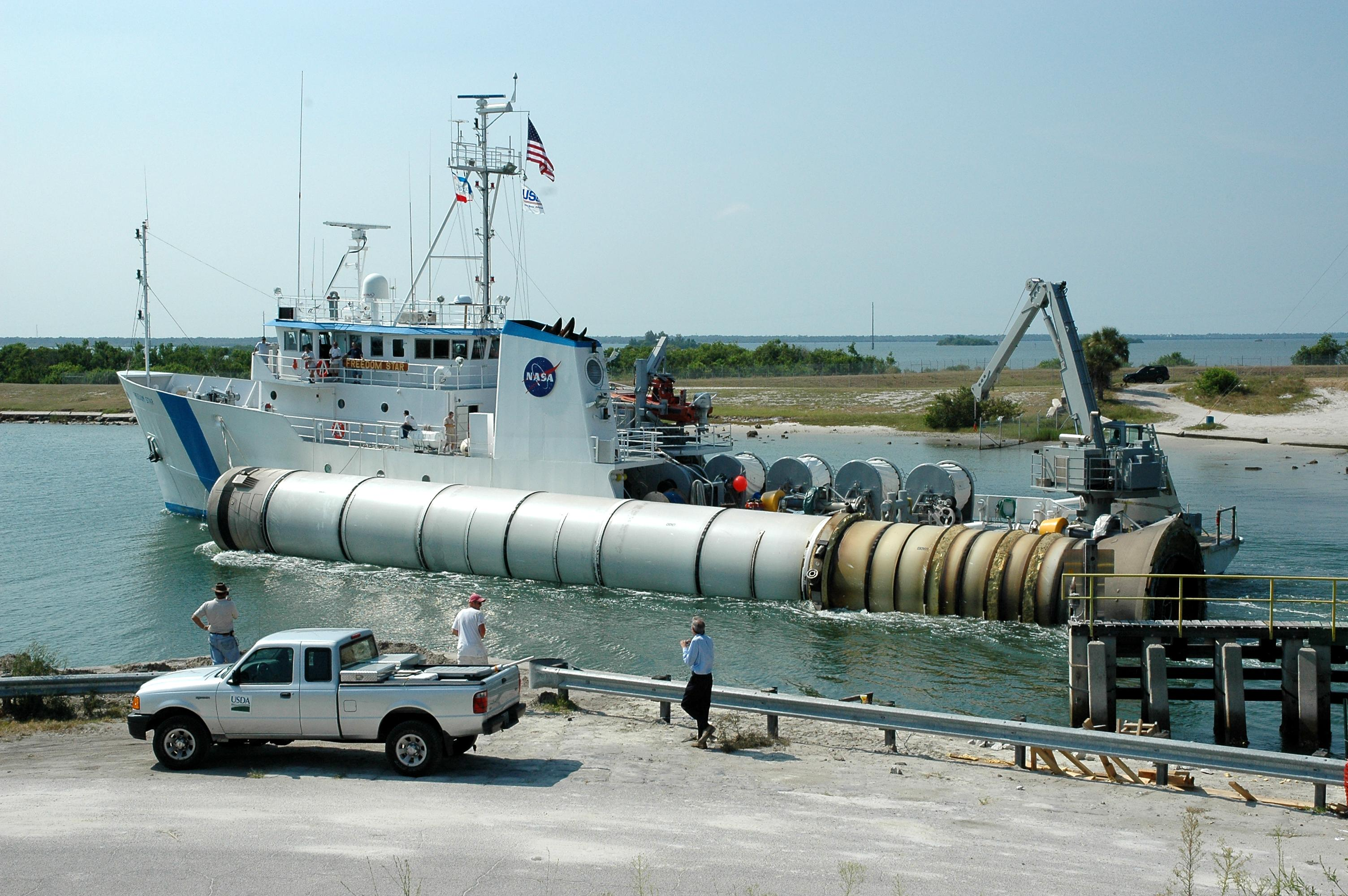
Um foguetes auxiliar do ônibus espacial, sendo recuperado após o lançamento.

- LRB - do termo em inglês:  Liquid Rocket Booster, movidos a combustível líquido, onde o exemplo mais conhecido é o dos lançadores Soyuz, que durante o lançamento tem o seu primeiro estágio constituído de um núcleo central e mais quatro foguetes auxiliares dispostos "em penca" ao seu redor.[4]

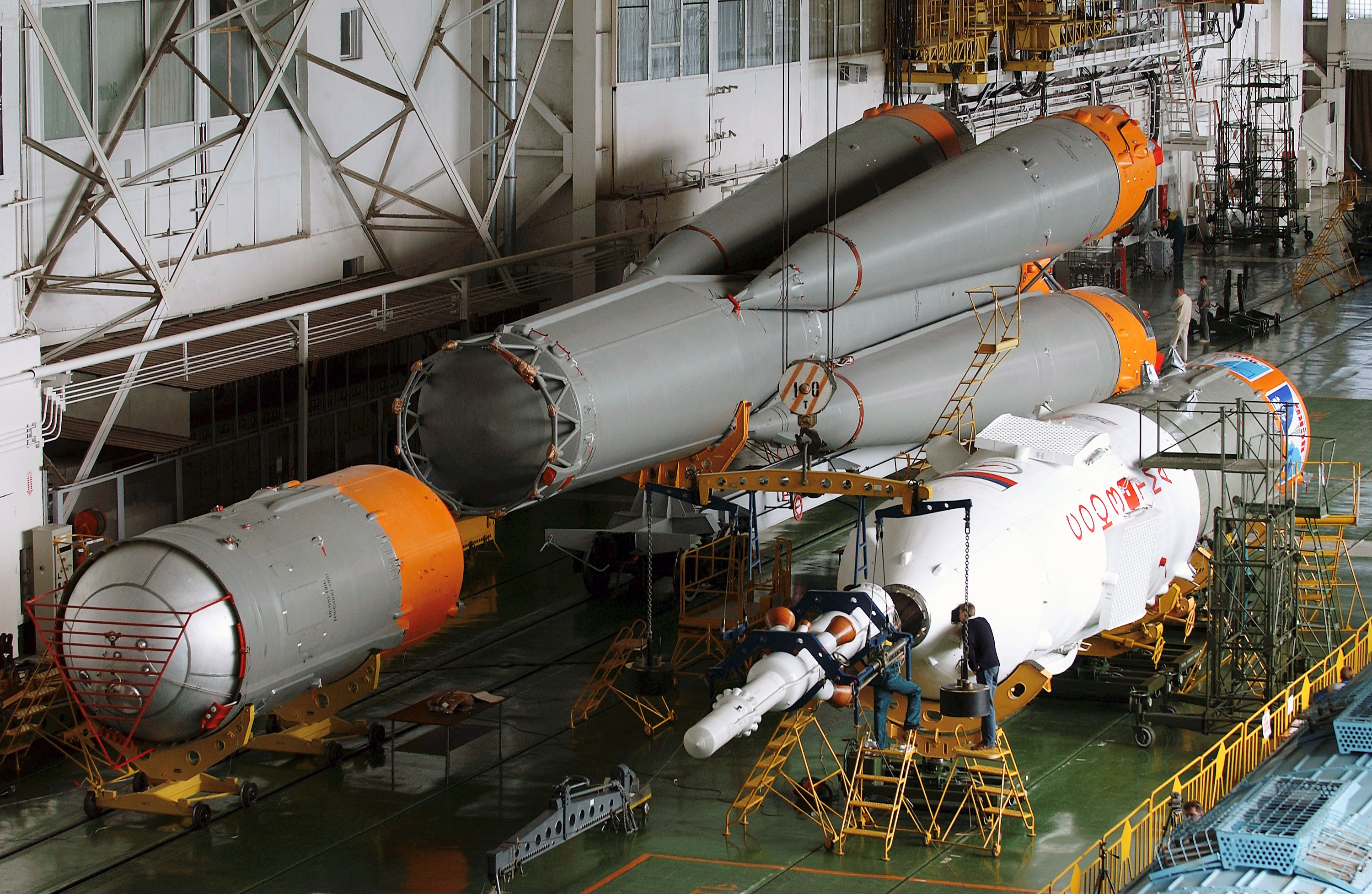
As partes do lançador Soyuz, onde se vê claramente três dos quatro foguetes auxiliares.